# كنباث نهري
كنباث نهري (الاسم العلمي: Equisetum fluviatile) هو نوع من النباتات يتبع جنس الكنباث من الفصيلة الكنباثية.